# Gerard Batten
Pour les articles homonymes, voir Batten.
Gerard Batten, né le 27 mars 1954 à Romford, Londres, est un homme politique britannique, membre du Parti pour l'indépendance du Royaume-Uni (UKIP).

## Biographie
Avant d'entrer en politique, Gerard Batten est vendeur chez British Telecom.
Membre de la Ligue anti-fédéraliste créée en 1991 pour la campagne contre le traité de Maastricht, Batten est un des fondateurs en 1993 du Parti pour l'indépendance du Royaume-Uni (UKIP) dont il est secrétaire général de 1994 à 1997.
Le 22 mai 2014, il est élu député européen dans la circonscription de Londres. Pendant son premier mandat, il est membre de la sous-commission sécurité et défense.
En mai 2008, il est candidat de l'UKIP à l'élection du maire de Londres. À l’issue du scrutin, il recueille 1,2 % des voix.
Il est réélu député européen en 2009 puis en 2014.
Après l'éviction d'Henry Bolton de son poste de chef de l'UKIP le 17 février 2018, Gerard Batten assure l'intérim avant d'être élu le 14 avril suivant.
Lors des élections européennes du 23 mai 2019, l'UKIP recueille 3,57 % des voix et perd tous ses sièges au Parlement européen. Le 2 juin suivant, Gerard Batten quitte la direction de son parti.

## Résultats électoraux

### Chambre des communes
| Élection          | Circonscription | Parti | Parti | Voix   | %    | Résultats |
| ----------------- | --------------- | ----- | ----- | ------ | ---- | --------- |
| Générales de 2010 | Romford         |       | UKIP  | 2 050  | 4,4  | Échec     |
| Générales de 2015 | Romford         |       | UKIP  | 11 208 | 22,8 | Échec     |
| Générales de 2017 | Maidenhead      |       | UKIP  | 871    | 1,5  | Échec     |

## Ouvrage
- (en) The Road to Freedom, 2016.
- (en) The Inglorious Revolution: The Subversion of the English Constitution and the Path to Freedom, 2013.